# Kendira
Kendira (în arabă قنديرة) este o comună din provincia Béjaïa, Algeria.
Populația comunei este de 5.364 de locuitori (2008).